# Il guardiano (film 2002)
Il Guardiano è un film canadese del 2002 diretto da George Mihalka.

## Trama
Fratello e sorella vanno a vivere in una cittadina sperduta in Oregon e fanno amicizia con uno sconosciuto misterioso.